# Donja Dobra
 Donja Dobra  falu Horvátországban, a Tengermellék-Hegyvidék megyében. Közigazgatásilag Brod Moravicéhez tartozik.

## Fekvése
Fiumétól 43 km-re északkeletre, községközpontjától 2 km-re délnyugatra, a Dobra bal partján, a Zágráb-Fiume vasútvonal és a 3-as számú főút mellett, a horvát Hegyvidék (Gorski kotar) területén fekszik.

## Története
A településnek 1857-ben 30, 1910-ben 90 lakosa volt. Trianonig Modrus-Fiume vármegye Delnicei járásához tartozott.
2011-ben 212 lakosa volt.

## Lakosság
| Lakosság változása | Lakosság változása | Lakosság változása | Lakosság változása | Lakosság változása | Lakosság változása | Lakosság változása | Lakosság változása | Lakosság változása | Lakosság változása | Lakosság változása | Lakosság változása | Lakosság változása | Lakosság változása | Lakosság változása | Lakosság változása |
| ------------------ | ------------------ | ------------------ | ------------------ | ------------------ | ------------------ | ------------------ | ------------------ | ------------------ | ------------------ | ------------------ | ------------------ | ------------------ | ------------------ | ------------------ | ------------------ |
| 1857               | 1869               | 1880               | 1890               | 1900               | 1910               | 1921               | 1931               | 1948               | 1953               | 1961               | 1971               | 1981               | 1991               | 2001               | 2011               |
| 30                 | 38                 | 71                 | 96                 | 87                 | 90                 | 84                 | 83                 | 108                | 120                | 174                | 235                | 221                | 188                | 190                | 212                |

## Nevezetességei
A településnek egykor egy Szent János temploma volt, melyet a Lujziana út építésekor le kellett bontani.